# Jennifer Saro
Jennifer Saro (* 4. Januar 1996 in Straubing, bürgerlich Jennifer Rottmeier) ist eine deutsche Influencerin und Reality-TV-Teilnehmerin.

## Leben und Wirken
Jennifer Saro wuchs als Einzelkind bei ihrer alleinerziehenden Mutter in Bayern auf. Nach der Schule absolvierte sie ein Duales Studium im Gesundheitsmanagement.
2017 wurde sie im Rahmen einer Misswahl zur "Miss Bayern" gewählt. Ebenfalls im Jahr 2017 eröffnete sie einen Kanal auf Youtube, auf dem sie über ihren Alltag berichtete. 2019 und 2020 war sie in der Serie "Krass Klassenfahrt" als Darstellerin zu sehen. Sie arbeitet aktuell als Influencerin und veröffentlicht ihre Inhalte hauptsächlich auf Instagram.
Im Mai 2022 wurde sie Mutter eines Sohnes. 2024 gab sie bekannt, dass dieser den Gendefekt Prader-Willi-Syndrom hat. 2025 wurde offiziell bekannt, dass der Vater des Kindes der Influencer Nicolas Lazaridis (auch bekannt als Inscope21) ist.
2023 war Saro als Die Bachelorette des Fernsehsenders RTL zu sehen. Sie und der Sieger Fynn Lukas Kunz trennten sich fünf Monate nach Ausstrahlungsende.
Seit Sommer 2024 ist sie mit dem Profifußballer Alexander Meyer liiert.